# Andrea Vilaró
Andrea Vilaró (Barcelona, España, 9 de mayo de 1993) es una baloncestista española que juega en el Perfumerías Avenida de la Liga Femenina. Mide 1,85 m y su posición es la de alero.

## Selección española

### Absoluta
- Eurobasket 2019 ( Serbia– Letonia)
- Eurobasket 2025 ( Alemania,  República Checa,  Grecia,  Italia)

### Categorías inferiores
- Europeo U16 2008 ( Polonia)
- Europeo U16 2009 ( Italia) – Equipo ideal
- Europeo U20 2012 ( Hungría)
- Europeo U20 2013 ( Turquía)
- Europeo U18 2010 ( Eslovaquia)
- Europeo U18 2011 ( Rumania) – Equipo ideal